# 사랑의 역사 (1960년 영화)
"사랑의 역사"는 한국에서 제작된 이강천 감독의 1960년 영화이다. 최은희 등이 주연으로 출연하였고 신상옥 등이 제작에 참여하였다.

## 출연

### 주연
- 최은희
- 김진규
- 강신성일

## 기타
- 조명: 이규창
- 녹음: 이경순
- 미술: 홍성칠